# Lauren (Traktor)
Der schwedische Unternehmer Bengt Lauren ließ 1955 einige Traktor-Prototypen in Flensburg fertigen.
Bereits zwischen 1953 und 1955 stellte er bei Edenhall in Vallåkra (Schweden) Traktoren unter der Bezeichnung Rola her. Warum für die geplante Fertigung der dann Lauren genannten Traktoren als Produktionsstätte das deutsche Flensburg gewählt wurde, ist nicht bekannt.
Für die Produktion wurden zunächst einige Motoren von MWM und Getriebe von Hurth sowie die gleichen Blechteile, die auch Sulzer verwendete, gekauft. Von anderen Zulieferbetrieben wurden ebenfalls Teile wie Achsen und Räder bezogen, die Hydraulikanlage stammte von Bosch.
In Handarbeit entstanden daraus dann Ende 1955 ca. 4 Traktoren mit dem 24-PS-MWM-Motor sowie ein Exemplar mit einem 11-PS-Deutz-Motor.
Geplant war, die Traktoren nach Schweden zu exportieren. Da es Probleme mit dem schwedischen Zoll gab, wurde das Projekt schließlich aufgegeben, so dass es bei diesen Prototypen blieb.
Der 11 PS Traktor befindet sich bei einem Sammler in der Nähe von Hamburg, ein 24 PS Traktor ist bei Flensburg in Sammlerhand.